# 29391 Knight
29391 Knight è un asteroide della fascia principale. Scoperto nel 1996, presenta un'orbita caratterizzata da un semiasse maggiore pari a 2,6597579 UA e da un'eccentricità di 0,1655657, inclinata di 1,20485° rispetto all'eclittica.